# Saint-Agnan-en-Vercors
Saint-Agnan-en-Vercors település Franciaországban, Drôme megyében. Lakosainak száma 365 fő (2022. január 1.). Saint-Agnan-en-Vercors Chamaloc, La Chapelle-en-Vercors, Romeyer, Vassieux-en-Vercors, Gresse-en-Vercors és Saint-Andéol községekkel határos.

## Népesség
A település népessége az elmúlt években az alábbi módon változott:
| Lakosok száma | 390  | 344  | 363  | 386  | 399  | 397  | 376  | 362  | 354  | 365  |
|               | 1968 | 1982 | 1990 | 2006 | 2013 | 2015 | 2017 | 2019 | 2020 | 2022 |